# Ernst Eulenburg (Musikverlag)
Der Musikverlag Ernst Eulenburg wurde am 1. Februar 1874 von dem deutschen Musikverleger Ernst Eulenburg (1847–1926) in Leipzig gegründet.

## Geschichte
Zunächst verlegte Ernst Eulenburg Unterrichtsmaterial und Chorwerke. 1892 übernahm er die Reihe Payne's kleine Partitur-Ausgabe (Kammermusik) des Verlags A. H. Payne (Leipzig) und 1894 Donajowski’s Miniature Scores des Verlags E. Donajowski (London). Damit war der Grundstein für die Partiturreihe für Orchester- und Kammermusik gelegt: Die seit 1894 publizierte Reihe Eulenburg’s kleine Partitur-Ausgabe wurde weltbekannt bei Studenten, Musikern und Musikliebhabern. Sie wird bis heute unter dem Namen Eulenburg Studienpartituren verlegt und ständig erweitert.
1905 trat der frisch promovierte Sohn des Verlegers, Kurt Eulenburg (1879–1982), als Verlagsbuchhändler in den Verlag ein und übernahm 1911 die Verlagsleitung. Er sorgte für eine rasche Erweiterung des Programms. Nach dem Tod des Vaters 1926 wurde Kurt Alleininhaber des Verlags. 1939 gründete er die britische Niederlassung Ernst Eulenburg Ltd. in London. Kurze Zeit später wurde der Leipziger Verlag von den Nationalsozialisten auf Grundlage der Verordnung über den Einsatz des jüdischen Vermögens vom 3. Dezember 1938 enteignet. Kurt Eulenburg ging ins Schweizer Exil und richtete von dort am 23. September 1939 einen Antrag an das Amtsgericht Leipzig auf „Löschung der Firma“. Der Leipziger Verlag wurde jedoch 1940 endgültig an den Buchhändler Horst Sander verkauft und firmierte bis Ende der 50er Jahre unter dem Namen Horst Sander KG. Kurt Eulenburg siedelte nach Kriegsende mit seiner Familie nach London über. Es entstanden Niederlassungen in Zürich (1947) und Stuttgart (1950). Erst 1954 gelangte Eulenburg wieder in den Besitz seines beschlagnahmten Leipziger Katalogs. 1957 wurde der Verlag von Schott Music Ltd. (London) übernommen. Kurt Eulenburg blieb noch bis zu seinem Ausscheiden 1968 für die Taschenpartitur-Reihe verantwortlich.

## Verlagsprogramm
Das Verlagsprogramm der Edition Eulenburg repräsentiert heute mit über 1.200 Titeln die weltweit größte Partiturreihe. Das Repertoire umfasst Orchester- und Chorwerke ebenso wie Kammermusik und Musiktheater vom Barock bis zur Moderne. Die Edition Eulenburg publiziert inzwischen fünf Reihen:
- Eulenburg Studienpartituren (ETP), Taschenpartituren (seit 1894)
- Eulenburg Audio+Score (EAS), Studienpartituren der größten Meisterwerke der Orchesterliteratur mit einer CD-Einspielung (seit 2006)
- Eulenburg Orchestral Series (EOS), Aufführungsmaterial von Orchesterwerken mit und ohne chorische Besetzung
- Eulenburg Chamber Series (ECS), Aufführungsmaterial von Einzelstimmen der Kammermusik
- Praeclassica (PC), Aufführungsmaterial aus dem vor- und frühklassischen Repertoire